# ポツダム連隊
ポツダム連隊(Regiment Potsdam)またはポツダム義勇連隊(Freiwilligen-Regiment Potsdam)とは、第一次世界大戦後に結成された義勇軍組織（フライコール）の1つである。1918年末、フランツ・フォン・シュテファニ少佐が復員兵を集め、ポツダムにて結成した。
1919年1月にスパルタクス団蜂起が起こると、ポツダム連隊もこれの鎮圧に参加した。1月10日、ポツダム連隊の隊員560名がベルリンに展開し、スパルタクス団員らが拠点にしていた社民党機関紙『前進』紙(Vorwärts)の編集部ビルを襲撃した。襲撃前に連隊では交渉の為に5名の使者を編集部ビルへと送り込んでいるが、その全員が拷問の末に処刑された。6人目の使者は無条件降伏のみをスパルタクス団員らに突きつけ、これが決裂した後に連隊は編集部ビルへの突入を決行した。
その後、連隊はスパルタクス団員300名を捕虜とした。彼らの処遇についてシュテファニ少佐がグスタフ・ノスケ国防相に尋ねたところ、社民党員だったノスケは激怒して「皆射殺せよ！」(Alle erschießen!)と命じたという。ただし、シュテファニ少佐はこれを拒否した。この襲撃で連隊の隊員7名が死亡し、11名が負傷した。

## 著名な隊員
- フランツ・フォン・シュテファニ（ドイツ語版） - 指揮官。のちに突撃隊中将。
- マルティン・バルツァー（ドイツ語版） - のちに海軍中将。
- ゲルハルト・ヴァーグナー（ドイツ語版） - のちに突撃隊大将、国家衛生指導者(Reichsärzteführer)。